# 松本京
松本 京は、日本の脚本家。本名・松本謙治。
NPO法人 文化芸術教育支援センター理事長、一般社団法人 日本シナリオ技能検定協会、株式会社シナリオセンター 講師、タイタンの学校・シナリオ文章力講座メイン講師(2021年まで）日本芸術専門学校・シナリオ実習の講師。

## 来歴
鹿児島県出身。
2006年、ラジオドラマで脚本家デビュー。その後、制作会社や芸能プロダクションでTVドラマや映画の企画に参加。短編小説の執筆、ゲームシナリオの企画なども手がける。(財)日本演劇興行協会にて舞台脚本を学び、舞台のプロデュースや脚本執筆を手がける。
2014年11月、「株式会社シナリオセンター」の講師に就任。ゼミ生からは、TBS連ドラ大賞・大賞、AbemaTV ・NCCシナリオライター優秀賞、NHKラジオドラマ、S１グランプリ入賞、城戸賞、テレビ朝日新人シナリオ大賞で最終エントリー、その他舞台脚本家、ゲームシナリオライターなど数多くの脚本家を輩出している。
2018年10月に「タイタンの学校」（シナリオ文章力）、2020年4月に日本芸術学園日本芸術専門学校の、それぞれ講師に就任した。